# Mohamed Nasraoui
Mohamed Nasraoui (in arabo محمد النصراوي‎?; Sfax, 18 agosto 2002) è un calciatore tunisino, difensore dell'Istria 1961.

## Carriera

### Club
Cresciuto nel settore giovanile dello Sfaxien, ha debuttato in prima squadra il 23 ottobre 2021 nell'incontro di Coppa della Confederazione CAF vinto 4-0 contro i nigeriani del Bayelsa United. Promosso stabilmente in prima squadra, ha segnato il suo primo gol il 2 settembre 2023 nell'incontro di prima divisione tunisina vinto 3-0 contro il Tataouine.
Il 30 giugno 2025 è stato acquistato a titolo definitivo dall'Istria 1961, club della prima divisione croata.

### Nazionale
Ha giocato con la nazionale tunisina Under-20.

## Statistiche

### Presenze e reti nei club
Statistiche aggiornate al 25 luglio 2025.
| Stagione        | Squadra         | Campionato      | Campionato | Campionato | Coppe nazionali | Coppe nazionali | Coppe nazionali | Coppe continentali | Coppe continentali | Coppe continentali | Altre coppe | Altre coppe | Altre coppe | Totale | Totale | Totale |
| Stagione        | Squadra         | Comp            | Pres       | Reti       | Comp            | Pres            | Reti            | Comp               | Pres               | Reti               | Comp        | Pres        | Reti        | Pres   | Reti   |        |
| --------------- | --------------- | --------------- | ---------- | ---------- | --------------- | --------------- | --------------- | ------------------ | ------------------ | ------------------ | ----------- | ----------- | ----------- | ------ | ------ | ------ |
| 2021-2022       | Sfaxien         | L1              | 16         | 0          | CT              | 4               | 0               | CAF CC             | 9                  | 0                  | -           | -           | -           | 29     | 0      |        |
| 2022-2023       | Sfaxien         | L1              | 23         | 0          | CT              | 3               | 0               | CAF CC             | 4                  | 0                  | -           | -           | -           | 30     | 0      |        |
| 2023-2024       | Sfaxien         | L1              | 13         | 1          | CT              | 0               | 0               | -                  | -                  | -                  | -           | -           | -           | 13     | 1      |        |
| 2024-2025       | Sfaxien         | L1              | 19         | 0          | CT              | 2               | 0               | CAF CC             | 6                  | 1                  | -           | -           | -           | 27     | 1      |        |
| Totale Sfaxien  | Totale Sfaxien  | Totale Sfaxien  | 71         | 1          |                 | 9               | 0               |                    | 19                 | 1                  |             | -           | -           | 99     | 2      |        |
| Totale carriera | Totale carriera | Totale carriera | 71         | 1          |                 | 9               | 0               |                    | 19                 | 1                  |             | -           | -           | 99     | 2      |        |

## Palmarès

### Club

#### Competizioni nazionali
- Coupe de Tunisie: 1

Sfaxien: 2021-2022